# (31826) 1999 VM2
1999 VM2 (asteroide 31826) é um asteroide da cintura principal. Possui uma excentricidade de 0.08977910 e uma inclinação de 23.68833º.
Este asteroide foi descoberto no dia 5 de novembro de 1999 por Takao Kobayashi em Oizumi.